# Wuyun (köpinghuvudort i Kina, Heilongjiang Sheng, lat 49,28, long 129,64)
Wuyun (kinesiska: 乌云, 乌云镇) är en köpinghuvudort i Kina. Den ligger i provinsen Heilongjiang, i den nordöstra delen av landet, omkring 450 kilometer nordost om provinshuvudstaden Harbin. Antalet invånare är 7 894. Befolkningen består av 3 897 kvinnor och 3 997 män. Barn under 15 år utgör 17,0 %, vuxna 15-64 år 74 %, och äldre över 65 år 8,0 %.
Runt Wuyun är det glesbefolkat, med 14 invånare per kvadratkilometer. Wuyun är det största samhället i trakten. Trakten runt Wuyun består till största delen av jordbruksmark.
Genomsnittlig årsnederbörd är 1 012 millimeter. Den regnigaste månaden är juli, med i genomsnitt 220 mm nederbörd, och den torraste är februari, med 13 mm nederbörd.